# Округ Ејда (Ајдахо)
Ејда (енгл. Ada County) је округ у америчкој савезној држави Ајдахо.

## Демографија
По попису из 2010. године број становника је 392.365, што је 91.461 (30,4%) становника више него 2000. године.
| Група             | 2000.           | 2010.           |
| Белци             | 272.569 (90,6%) | 339.332 (86,5%) |
| Афроамериканци    | 1.942 (0,6%)    | 4.441 (1,1%)    |
| Азијати           | 5.223 (1,7%)    | 9.407 (2,4%)    |
| Хиспаноамериканци | 13.467 (4,5%)   | 27.905 (7,1%)   |
| Укупно            | 300.904         | 392.365         |